# Halothamnus iranicus
Halothamnus iranicus är en amarantväxtart som beskrevs av Viktor Petrovitj Botjantsev. Halothamnus iranicus ingår i släktet Halothamnus och familjen amarantväxter.

## Underarter
Arten delas in i följande underarter:
- H. i. glabratus
- H. i. iranicus

## Bildgalleri

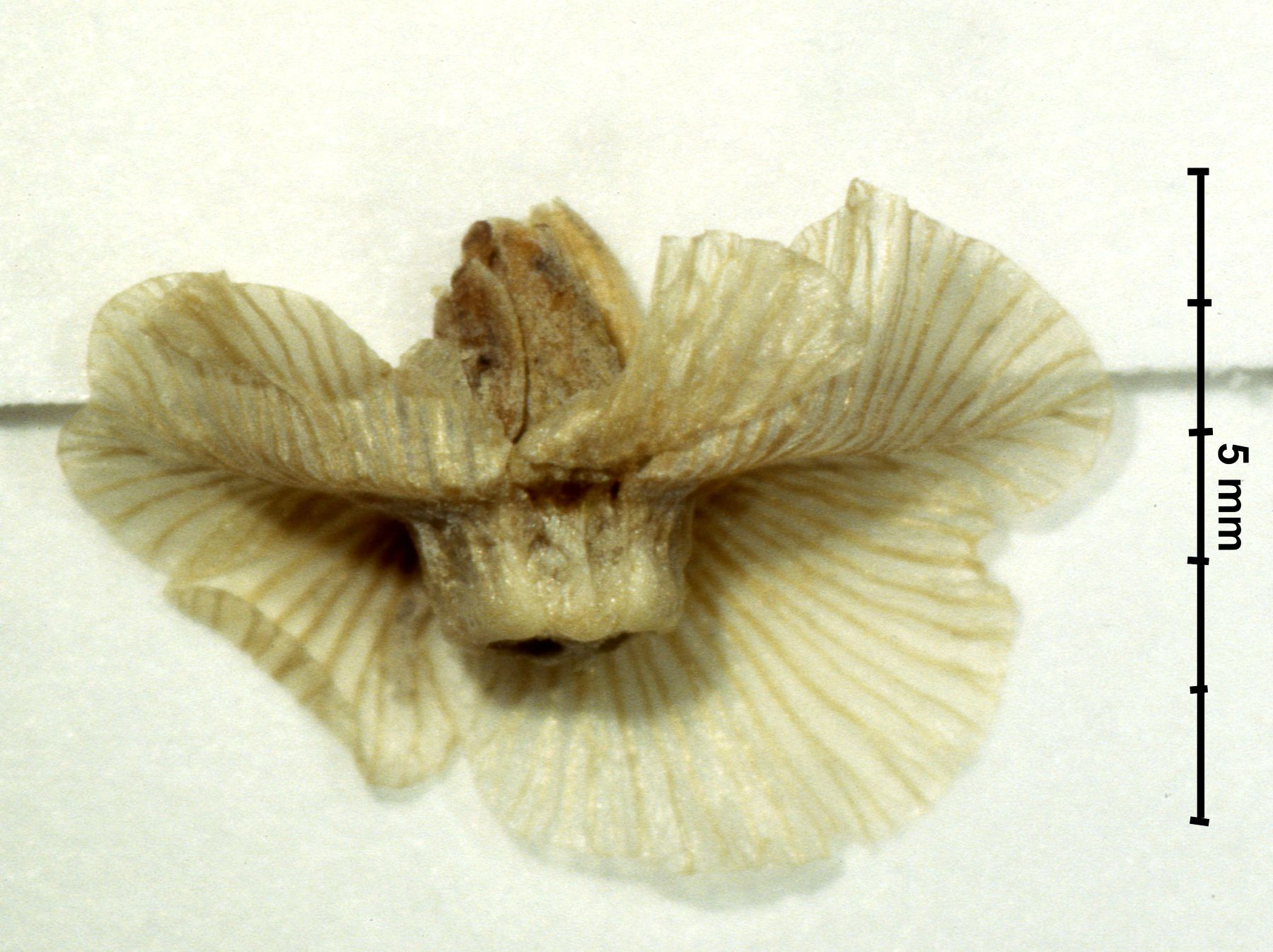
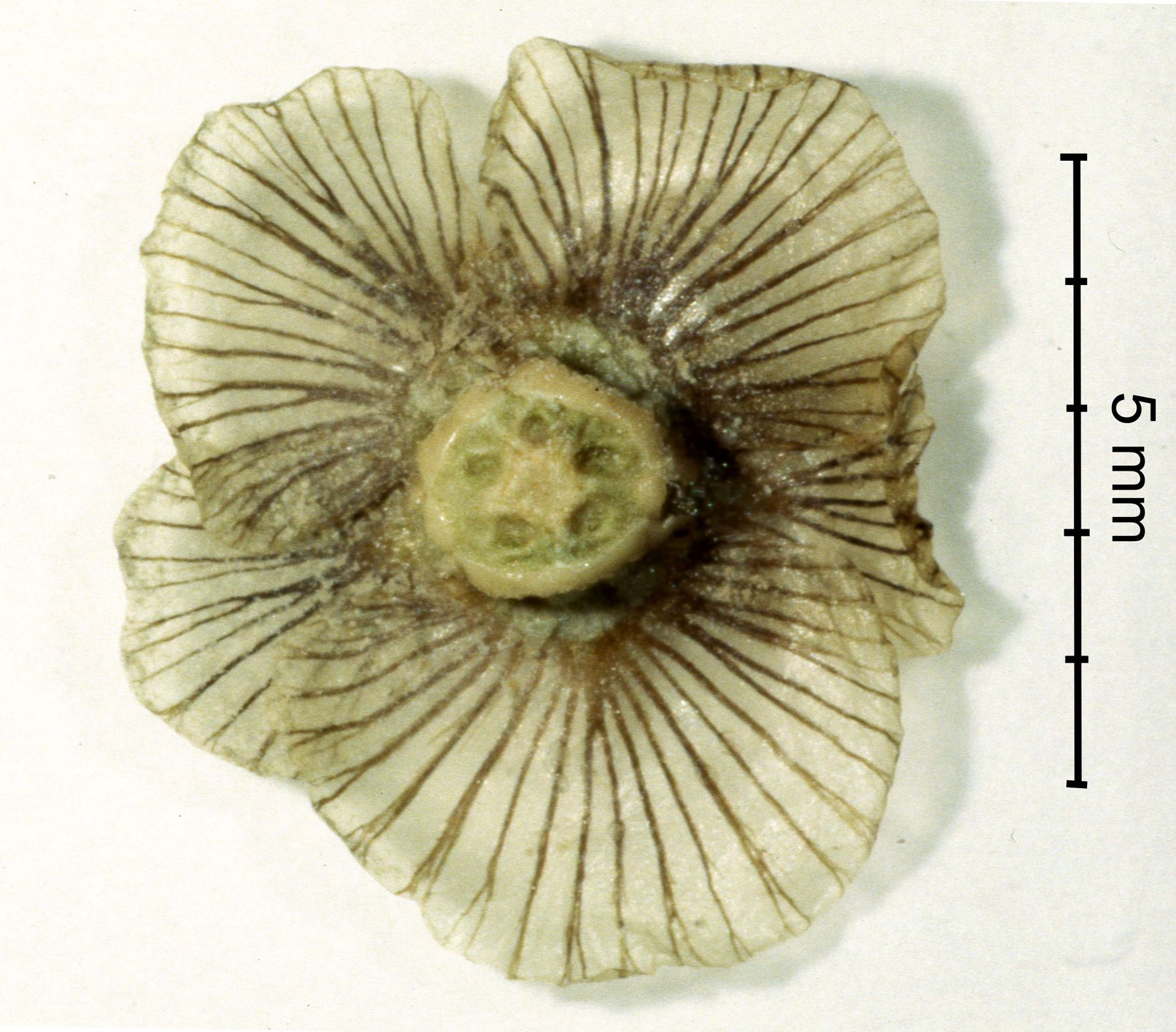
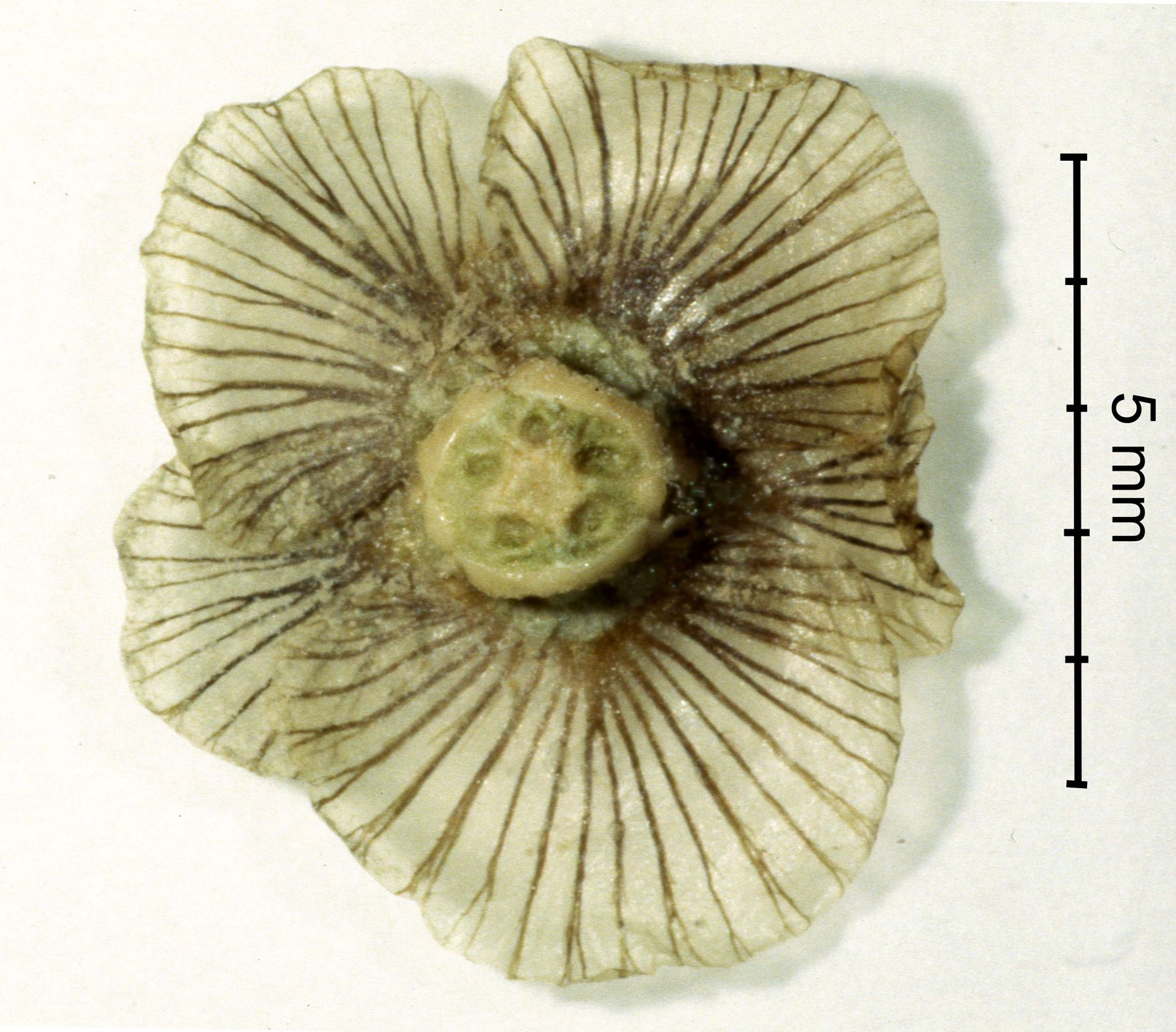